# 线形醋菌属
线形醋菌属為拟杆菌目拟杆菌科的一属厌氧革兰氏阴性菌。直杆、弯杆和螺杆菌。此属的模式种也是惟一种为坚实线形醋菌(Acetofilamentum rigidum)。

## 下属物种
- 坚实线形醋菌 Acetofilamentum rigidum Dietrich et al. 1989